# Idioma tuvano
El tuvano (autoglotónimo: тыва дыл tyva dyl) es una lengua túrquica hablada por alrededor de 200 000 personas en la República de Tuvá, en la región sur de Siberia. Gran cantidad de raíces de este idioma provienen del mongol y emplea alguno que otro préstamo lingüístico del ruso. Hay pequeños grupos de emigrantes tuvanos que hablan distintos dialectos de su lengua en China y Mongolia.

## Ortografía
La ortografía tuvana original fue ideada a principios de los años 1930 por un monje budista tuvano, Lopsan-Chimit, que más tarde sería reprimido durante las purgas estalinistas. Unos pocos libros, incluyendo folletos destinados a enseñar a los adultos a leer, fueron impresos usando este sistema de escritura. Usaba mayoritariamente caracteres latinos con algunas símbolos especiales para representar los sonidos del tuvano. El alfabeto de Lopsan-Chimit fue sustituido por uno basado en el cirílico, usado hasta el día de hoy, y fue eficazmente borrado de los libros de historia. En la era postsoviética, los estudiantes del tuvano y otros lenguajes fueron tomando un renovado interés en la historia de las letras tuvanas, y en fijar fuentes históricas veraces.
El actual alfabeto tuvano es una versión modificada del alfabeto ruso con tres letras adicionales: ң (la "ng" latina o en Alfabeto Fonético Internacional [ŋ]), Өө (la "ö" latina, o en el AFI [ø]), Үү (la "ü" latina o en el AFI [y]). Sigue el mismo orden que el alfabeto ruso, con la ң tras la Н rusa, la Ө tras la О, y la Ү tras la У. No hay mayúscula de la letra ң, porque nunca se encuentra al principio de ninguna palabra tuvana.

## Literatura
El tuvano tiene una rica tradición folclórica de transmisión oral, que incluye toda clase de géneros que van desde brevísimos acertijos y aforismos hasta cuentos mágicos, épicos y de terror que llevan muchas horas para recitar. Unos pocos ejemplos y extractos del género épico, tales como "Kirish, Bora-Sheelei" han sido publicados. Esta forma de arte está ahora en peligro ya que los ancianos que transmiten estas historias no son imitados por los jóvenes.